# Giovanni Antonio Amadeo
 Giovanni Antonio Amadeo  (Pavia, 1447. – Milánó, 1522. augusztus 28.) olasz szobrász és építész.

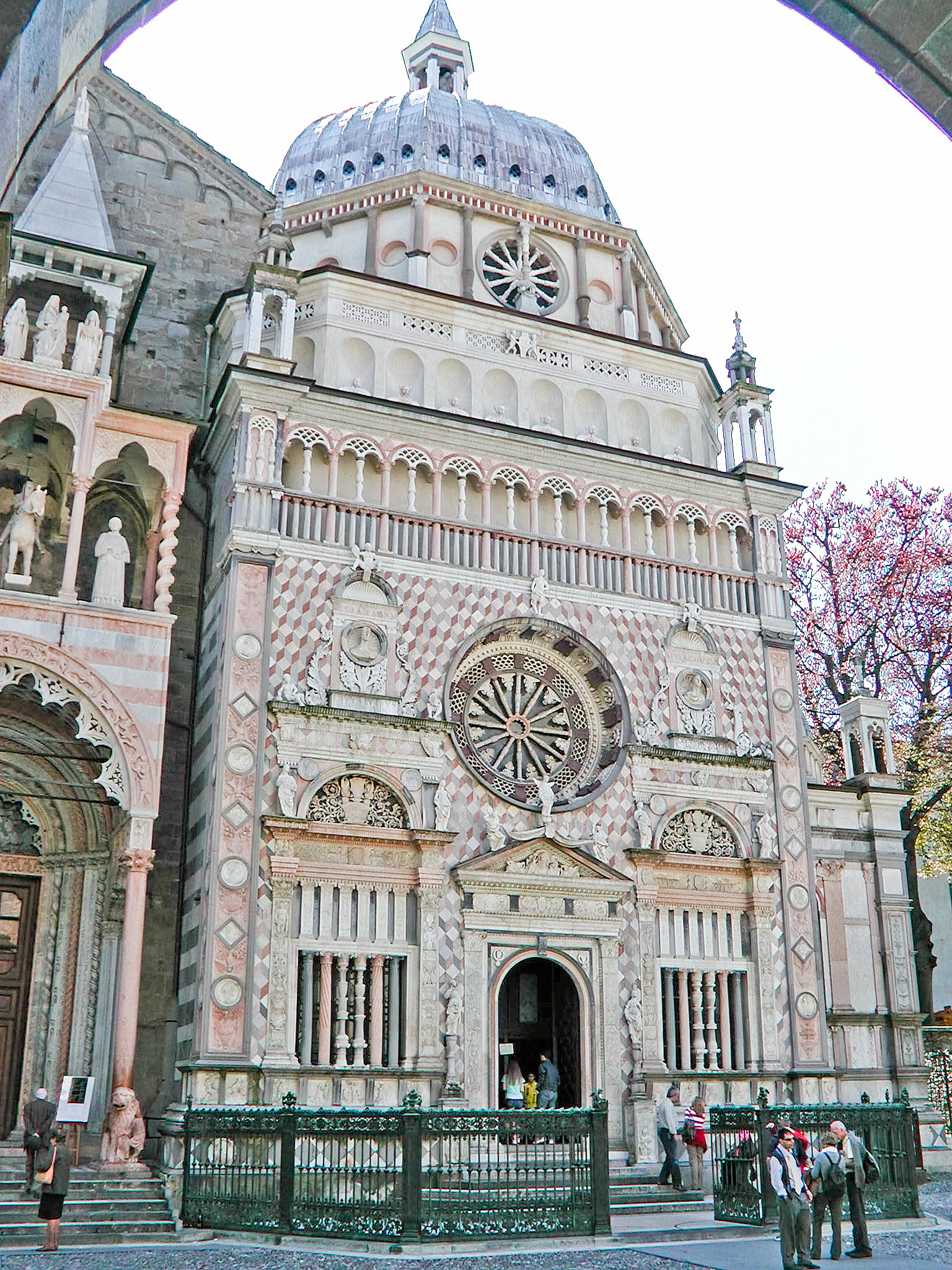
A Colleoni-kápolna Bergamóban

## Életútja, alkotásai
Antonio Amadeo a lombardiai Paviában született 1447-ben.
A lombardiai művészet egyik fő képviselője, műveiben részben a középkori, részben a reneszánsz művészet hatása alatt állott, Bramantino követője. Mestere, Francesco Solari unokahúgát vette feleségül.
Már 19 éves korában a Pavia melletti Certosa kolostor egyik rendkívül gazdag díszítésű kapufoglalatát alkotta meg, tetején egy félköríves Mária-domborművel.
1470-től 1475-ig a bergamói Colleoni-kápolnát építi Medea és Bartolommeo Colleoni síremlékével.
A Certosa di Pavia templom homlokzatának jobb oldali domborművein 1473–1476 között alkotott és a kolostor építésének vezetését 1481–1499 között vezette .
A Santa Maria delle Grazie-templom (Milánó) bal felőli oldalhajó második kápolnájában Branda Castiglione grófnak szentelt emlékmű szobrait Amadeo készítette.
A milánói dóm tetején lévő kupolát – melyet a guglia maggiore torony koronáz a Madunnina szoborral – ő tervezte. 1490-ben fogott hozzá a megvalósításhoz. A torony tövében látható a róla alkotott dombormű.
A milánói Ospedale Maggiore építkezését folytatja (1495). Ezekben az években a paviai székesegyházat is ő építi fel.
1510-ben a comói székesegyház tervét készíti el, végül 1513-ban a lodi Incoronata-templom felső részének az építését vezeti.
1522. augusztus 28-án Milánóban halt meg.